# Телефонный план нумерации Казахстана
Телефонный план нумерации Казахстана — диапазоны телефонных номеров, выделяемых различным пользователям телефонной сети общего пользования в Казахстане, специальные номера и другие особенности набора для совершения телефонных вызовов. Все международные номера пользователей данной телефонной сети имеют общее начало +70, +76, +77, называемое префиксом или телефонным кодом страны. Казахстан находится в 7-й всемирной зоне нумерации (всего зон 9) в международной (общемировой) телефонной сети общего пользования. Кроме Казахстана в 7 зону нумерации входит Россия, а также частично признанные республики Южная Осетия и Абхазия.  В начале 2020-х годов предполагалось изменение телефонного кода страны, однако из-за возможных технических проблем и общественной критики планы по переходу на новый телефонный код были отменены.  В ноябре 2024 года Казахстан и Россия подписали межправительственное соглашение о совместном использовании 7-й зоны всемирной нумерации. Достигнутое соглашение закрепляет распределение диапазонов: Республика Казахстан будет использовать коды +7 0, +7 6, +7 7; Российская Федерация закрепила за собой коды +7 2, +7 3, +7 4, +7 5, +7 9.  

## Принцип нумерации
В Казахстане используется совместный с Россией четырёхуровневый открытый план нумерации для фиксированной связи с международным кодом +7. За Казахстаном закреплены диапазоны +7 0XX, +7 6XX и +7 7XX (X = от 0 до 9). Сотовые номера абонентов (то есть без префикса +7) состоят из 10 цифр, в которые входят код мобильного оператора (3 цифры) и номер абонента (7 цифр). Существуют пяти-, шести- и семизначные междугородние номера телефонов с тремя, четырьмя и пятью кодами зон соответственно. Казахстан использует закрытый план нумерации для негеографических зон (мобильных, спутниковыехи т.п.), то есть необходимо набирать префикс +7 или 8 и полный номер (включающий код зоны) вызываемого абонента, причём код 8 можно использовать только внутри страны.

## Экстренные службы
- 101 Противопожарная служба
- 102 Полиция
- 103 Скорая помощь
- 104 Аварийная служба газа
- 105 Справочно-информационный портал железной дороги
- 109 Диспетчерская служба по отключениям воды, электричества и пр.(Алматы)
- 112 Служба спасения
- 118 Бесплатная справочная служба
- 123 Платная справочная служба
- 150 Национальная телефонная линия доверия для детей и молодёжи (бесплатно не со всех операторов)
- 160 Центр поддержки потребителей Казахтелеком
- 165 Централизованное бюро ремонта Казахтелеком
- 169 Бесплатная справочная служба
- 188 Платная справочная служба
- 191 Контакт-центр Транстелеком
- 195 Получение информации о балансе лицевого счёта Казахтелеком (кроме г. Караганды)
- 196 Получение информации о балансе лицевого счёта Казахтелеком (для г. Караганда) — короткие номера различных служб могут состоять из 3, 4 или 5 цифр и всегда начинаются на единицу.

## Порядок набора
Для вызова абонента внутри своего кода

### Междугородная и международная связь
В настоящее время в Казахстане действует лишь один «основной» (то есть такой, который поддерживается государством, и доступ к которому возможен при наборе цифры 8) оператор междугородной и международной телефонной связи:
- Казахтелеком (далее — КТ),

Абонент имеет право предварительно выбрать основного оператора междугородной связи, а также выбирать оператора связи при каждом вызове независимо от того, выбран ли он предварительно.
При междугородных звонках:
8 ZZZ XXX-XX-XX, где ZZZ — код направления;
При международных звонках:
8 10 YYY ZZZ XXX-XX-XX, где YYY — код страны, ZZZ — код направления и номер абонента могут иметь различную длину в зависимости от целевой страны.

### Операторы дальней связи
| Префикс | Оператор     |
| 610     | Казахтелеком |
| 611     | Tele2        |
| 620     | KazTransCom  |
| 630     | Транстелеком |
| 640     | TNS Plus     |
| 650     | Арна         |
| 660     | ARSTEL       |
| 670     | Нурсат       |

### Междугородная связь для абонентов сотовых сетей
- Нельзя использовать префиксы операторов междугородней и международной связи.
- Для выхода на межгород можно использовать префикс «8» или «+7»

В остальном порядок набора не отличается от стационарных телефонов.

### Внутрирайонные префиксы
В небольших населённых пунктах внутри административного района иногда используется трёх- или четырёхзначная нумерация (либо пятизначная при том, что районный центр использует шестизначную). Для звонка в такой населённый пункт необходимо знать не только код районного центра, но и внутрирайонный префикс такого населённого пункта, дополняющий номер до общерайонной нумерации.

## Географические телефонные коды
Код зоны состоит из трёх цифр. Часто код зоны совпадает с кодом города.
Кодом города называется код, набираемый после кода зоны. Часто кодом города называется весь код целиком, состоящий из кода зоны и кода города в этой зоне.
С 5 августа 2007 года упрощённый порядок набора номера внутри зоны отменяется. Необходимо набирать код населённого пункта полностью вне зависимости от того, осуществляется звонок из своей зоны или из чужой. Например, для дозвона из г. Алма-Аты (код 727) в г. Каскелен (код 72771) следует набирать
8 727 71 ХХХХХ
Далее идёт классификация вначале по зонам, а потом по городам в этой зоне, если зона состоит из нескольких городов, отсортированная по кодам.

### 3
- 336 22 xxxxx - Байконыр (для прямого дозвона из России)

### 6 — Префиксы операторов междугородной и международной связи.
| Префикс | Оператор     |
| 610     | Казахтелеком |
| 620     | KazTransCom  |
| 630     | Транстелеком |
| 640     | TNS Plus     |
| 650     | Арна         |
| 660     | ASTEL        |
| 670     | Нурсат       |

Выбор оператора междугородной и международной связи при наборе номера будет осуществляться только при исходящей связи путём набора префикса.
Для междугородного соединения предусматривается следующий порядок набора номера:
Пн Поп Nн,
где
Пн — префикс выхода на междугородную связь, «8» (в будущем «0»);
Поп — префикс выхода на оператора связи;
Nн — национальный номер абонента.
Для международного соединения предусматривается следующий порядок набора номера:
Пмн Поп Nмн,
где
Пмн — префикс выхода на международную связь, «8-10» (в будущем «00»);
Поп — префикс выхода на оператора связи;
Nмн — международный номер.
NB: при наборе без префикса соединение осуществляется через Казахтелеком

### 7
Новые коды серии 7xx вместо старых (3xx) введены в действие с 5 августа 2007 года.
- 710 — Улытауская область
  - 710 2  xx-xx-xx — Жезказган
  - 710 2  91-8x-xx — Жезказган — ТОО Казтехносвязь
- 711 — Западно-Казахстанская область
  - 711 2  xx-xx-xx — Уральск
  - 711 2  96-6x-xx — Уральск — ТОО Казтехносвязь
- 712 — Атырауская область
  - 712 2  xx-xx-xx — Атырау
  - 712 2  71-8x-xx — Атырау — ТОО Казтехносвязь
- 713 — Актюбинская область
  - 713 2  xx-xx-xx — Актобе
  - 713 2  93-0x-xx — Актобе — ТОО Казтехносвязь
- 714 — Костанайская область
  - 714 2  xx-xx-xx — Костанай
  - 714 2  93-1x-xx — Костанай — ТОО Казтехносвязь
- 715 — Северо-Казахстанская область
  - 715 2  xx-xx-xx — Петропавловск
  - 715 2  64-1x-xx — Петропавловск — ТОО Казтехносвязь
    - 715 31 х-хх-хх — М.Жумабаева
    - 715 32 х-хх-хх — Аккаинский
    - 715 33 х-хх-хх — Айыртауский
    - 715 34 х-хх-хх — Шал Акына
    - 715 35 х-хх-хх — Г.Мусрепова
    - 715 36 х-хх-хх — Тайыншинский
    - 715 37 х-хх-хх — Тимирязевский
    - 715 38 х-хх-хх — Кызылжарский
    - 715 41 х-хх-хх — Мамлютский
    - 715 42 х-хх-хх — Уалихановский
    - 715 43 х-хх-хх — Есильский
    - 715 44 х-хх-хх — Жамбыльский
    - 715 46 х-хх-хх — Акжарский
- 716 — Акмолинская область
  - 716 2  xx-xx-xx — Кокшетау
  - 716 2  93-3x-xx — Кокшетау — ТОО Казтехносвязь
- 717 — Астана
  - 717 2 xx-xx-xx — Астана
  - 717 2 97-2x-xx — Астана — ТОО Казтехносвязь
- Районы столичного (г. Астана) подчинения:
717 2 2x-xx-xx — Казахтелеком
717 2 3x-xx-xx — Казахтелеком
717 2 5x-xx-xx — Казахтелеком
717 2 57-xx-xx — Казахтелеком (iDPhone)
717 2 66-xx-xx — NETRING-Service
717 2 97-7x-xx — Казтранском
717 2 79-xx-xx — Казтранском
717 2 93-xx-xx — Транстелеком
717 2 94-xx-xx — Транстелеком
717 2 60-xx-xx — Транстелеком
717 2 97-1x-xx — Нурсат
717 2 97-8x-xx — Астел
717 2 97-8х-xx — Мегател
- 718 — Павлодарская область
  - 718 2  xx-xx-xx — Павлодар
  - 718 2  90-6x-xx — Павлодар — ТОО Казтехносвязь
  - 718 2  79-1x-xx — Intertel
- 721 — Карагандинская область
  - 721 2  xx-xx-xx — Караганда
  - 721 2  90-2x-xx — Караганда — ТОО Казтехносвязь
  - 721 2  99-6x-xx — Мегател
- 722 — Абайская область
  - 722 2  xx-xx-xx — Семей
  - 722 2  69-4x-xx — Семей — ТОО Казтехносвязь
- 723 — Восточно-Казахстанская область
  - 723 2  xx-xx-xx — Усть-Каменогорск
  - 723 2  91-9x-xx — Усть-Каменогорск — ТОО Казтехносвязь
- 724 — Кызылординская область
  - 724 2  xx-xx-xx — Кызылорда
  - 724 2  90-8x-xx — Кызылорда — ТОО Казтехносвязь
- 725 — Туркестанская область
  - 725 2  xx-xx-xx — Шымкент
  - 725 2  97-3x-xx — Шымкент — ТОО Казтехносвязь
- 726 — Жамбылская область
  - 726 2  xx-xx-xx — Тараз
  - 726 2  93-6x-xx — Тараз — ТОО Казтехносвязь
- 727 — Алматинская область
- 727 2xx-xxxx — Алма-Ата
727 237-1xxx — Nursat «Excord» (CDMA2000)
727 244-xxxx — Kazakhstan Online «J-Run»
727 258-xxxx — Kazakhstan Online «J-Run»
727 259-xxxx — Kazakhstan Online «J-Run»
727 278-xxxx — Алматытелеком (ISDN)
- 727 3xx-xxxx — Алма-Ата
727 326-хxxx — NETRING-Service
727 343-5xxx — Мегател
727 354-xxxx — АО «Алтел» (City) (GSM)
727 355-xxxx — ТОО «SMARTNET»
727 356-xxxx — ТОО «SMARTNET»
727 317-xxxx — Altel «Dalacom City» (CDMA2000 или GSM)
727 328-xxxx — Altel «Dalacom City» (CDMA2000 или GSM)
727 329-xxxx — Altel «Dalacom City» (CDMA2000 или GSM)
727 386-xxxx — Институт Ядерной Физики, пос. Алатау (пригород Алматы)
727 347-0x-xx — Алма-Ата — ТОО Казтехносвязь
727 310-хx-xx — Алма-Ата — ТОО Казтехносвязь
- 727 40 10xxx — Кольжат (Уйгурский р-н)
- 727 40 23xxx — Жаланаш (Райымбекский р-н)
- 727 40 33xxx — Ойкарагайский (Райымбекский р-н)
- 727 40 5xxxx — Улькен (Жамбылский р-н)
- 727 51x-xxxx — Satel
- 727 52 xxxxx — Илийский район
- 727 57 xxxxx — Илийский район
- 727 581-xxxx — Kazakhstan Online «J-Run»
- 727 70 xxxxx — Жамбылский район
- 727 71 xxxxx — Карасайский район
- 727 72 xxxxx — Конаев
727 72 xxxxx — Арна (пригород Капшагая)
727 72 xxxxx — Заречное (пригород Капшагая)
727 72 xxxxx — Шенгельды (пригород Капшагая)
- 727 73 xxxxx — Балхашский район
- 727 74 xxxxx — Талгарский район
- 727 75 xxxxx — Енбекшиказахский район
- 727 76 xxxxx — Енбекшиказахский район
- 727 77 xxxxx — Райымбекский район
- 727 78 xxxxx — Уйгурский район
- 727 79 xxxxx — Райымбекский район
- 727 90x-xxxx — Kazakhstan Online «Ulan» (AMPS)
- 727 91x-xxxx — Kazakhstan Online «Ulan» (AMPS)
- 727 972-xxxx — АО «Алтел» (GSM)
- 727 99x-xxxx — Kazakhstan Online «Kulan» (спутниковая сеть)
- 728 — Жетысуская область
- 728 2  xx-xx-xx — Талдыкорган (областной центр Жетысуской области)
- 728 2  39-xx-xx — Талдыкорган (WLL Казахтелеком)
- 728 2 63-0x-xx — Талдыкорган — ТОО Казтехносвязь
- 728 30 xxxxx —.
728 30 15xxx — Егинсу (Аксуский р-н)
728 30 16xxx — Кураксу (Аксуский р-н)
728 30 1xxxx — Достык (Алакольский р-н)
728 30 27xxx — Токжайлау (Алакольский р-н)
728 30 2xxxx — Акжар (Каратальский р-н)
728 30 3xxxx — Копберлик (Каратальский р-н)
728 30 49xxx — Алмалы (Каратальский р-н)
728 30 5xxxx — Камыскала (Алакольский р-н)
728 30 6xxxx — Акши (Алакольский р-н)
728 30 7xxxx — Каракум (Каратальский р-н)
- 728 31 xxxxx — Панфиловский район

- 728 32 xxxxx — Аксуский район

- 728 33 xxxxx — Алакольский район

- 728 34 xxxxx — Каратальский район

- 728 35 xxxxx — Текели (Алматинская обл)
728 35 xxxxx — Рудничный (Текелийский гор. акимат)
- 728 36 xxxxx — Ескельдинский район

- 728 37 xxxxx — Алакольский район
728 37 xxxxx — Кабанбай (Алакольский р-н)
- 728 38 xxxxx — Коксуский район

- 728 39 xxxxx — Саркандский район
728 39 xxxxx — Сарканд (Саркандский р-н)
728 39 xxxxx — Койлык (Саркандский р-н)
- 728 40 xxxxx — Кербулакский район
- 728 41 xxxxx — Аксуский район
- 728 42 xxxxx — Кербулакский район
- 728 43 xxxxx — Саркандский район
- 729 — Мангистауская область
- 729 2xx xx xx — Актау
- 729 278-8x-xx — Актау — ТОО Казтехносвязь
- 729 31x xx xx — Мангистауский район
- 729 32x xx xx — Бейнеуский район
- 729 34x xx xx — Жанаозен
- 729 35x xx xx — Каракиянский район
- 729 37x xx xx — Каракиянский район
- 729 38x xx xx — Тупкараганский район
- 736 22 ххххх — Байконур (для звонков из Казахстана)

## Негеографические телефонные коды

### 7 — мобильная связь
- 700 xxx xx xx — АЛТЕЛ
- 701 xxx xx xx — AO «Kcell» (Kcell)
- 702 xxx xx xx — AO «Kcell» (Kcell)
- 703 xxx xx xx — резерв для сотовых операторов
- 704 xxx xx xx — резерв для сотовых операторов
- 705 xxx xx xx — ТОО «КаР-Тел» (Beeline)
- 706 xxx xx xx — ТОО «КаР-Тел» (izi)
- 707 xxx xx xx — ТОО «Мобайл Телеком-Сервис» (Tele2)
- 708 xxx xx xx — АЛТЕЛ
- 709 xxx xx xx — резерв для сотовых операторов
- 747 xxx xx xx — ТОО «Мобайл Телеком-Сервис» (Tele2, FMOBILE)
- 750 xxx xx xx — АО «Казахтелеком» (коммутируемый доступ)
- 751 xxx xx xx — АО «Казахтелеком» (передача данных)
- 760 xxx xx xx — АО «Казахтелеком» (Спутниковая сеть Кулан)
- 761 xxx xx xx — АО «Казахтелеком»
- 762 xxx xx xx — АО «NURSAT»
- 763 xxx xx xx — АО «Арна»
- 764 xxx xx xx — АО «2 Day Telecom»
- 771 xxx xx xx — ТОО «КаР-Тел»[4] (Beeline)
- 775 xxx xx xx — AO «Kcell» (Activ)
- 776 xxx xx xx — ТОО «КаР-Тел» (Beeline)
- 777 xxx xx xx — ТОО «КаР-Тел» (Beeline)
- 778 xxx xx xx — AO «Kcell» (Activ)

### 8 — услуги интеллектуальных сетей связи
- 800 xxx xx xx — бесплатные звонки
- 800 004 xx xx — toll free номера закреплённые за ТОО Казтехносвязь
- 801 xxx xx xx — звонок с автоматической альтернативной оплатой
- 802 xxx xx xx — звонок по кредитной карте
- 803 xxx xx xx — голосования
- 804 xxx xx xx — универсальный номер доступа
- 805 xxx xx xx — звонок по предоплаченной карте
- 806 xxx xx xx — звонок по расчётной карте
- 807 xxx xx xx — виртуальная частная сеть
- 808 xxx xx xx — универсальная персональная связь
- 809 xxx xx xx — звонок за дополнительную плату
- 881 xxx xx xx — 899 xxx xx xx — резерв